# Andes punctatus
Andes punctatus är en insektsart som beskrevs av Synave 1960. Andes punctatus ingår i släktet Andes och familjen kilstritar. Inga underarter finns listade i Catalogue of Life.